# Даничићи
Даничићи су насељено мјесто у општини Фоча, Република Српска, БиХ. Према попису становништва из 2013. у насељу је живјело 26 становника.

## Географија
Налази се на 600-750 метара надморске висине, површине 3,35 км2, удаљено око 11 км од општинског центра. Припада мјесној заједници Козја Лука. Разбијеног је типа, а засеоци су: Горње и Доње село, Даничићи, Меденице,
Орловице, Сијерче и Станишта. Атаром села доминира брдо Орловска коса. На старом путу од Фоче према Калиновику, у Пирном долу, налазе се земљане пирамиде, настале у плиоценским седиментима дјеловањем природних сила. Састоје
се од кварца, пијеска и глине. Становништво се бави пољопривредом, највише сточарством, воћарством и пчларством. Ђаци су похађали школу у Козјој Луци, а послије рата Одбрамбено-отаџбинског рата 1992-1995. у Фочи. У селу постоје православно и муслиманско гробље. Џамија је подигнута 2011. године. Најближе цркве су у селу Миљевина и у Фочи. Село је добило електричну енергију 1968, а фиксну телефонску мрежу 2007. године. Мјештани се водом снабдијевају са каптираних извора.

## Историја
Према народном предању, на брду Кисаћ код Даничића била је "грчка црква". Народ вјерује да на том брду има сребрне руде. У предању се сачувала пјесма у којој херцег Стефан говори: "Мој Штовићу, мој златни столићу / Моја Кута, моја златна скута / Даничићи, моји јагличићи". Уз православно гробље сачувана је средњовјековна некропола, са 27 мрамора (стећака).
У дефтеру из 1468/1469. у Нахији Бистрица помиње се село Даничићи, са пет домаћинстава и четири неожењена. Према дефтеру из 1475/1477. село је било у посједу двојице тимарлија, а имало је 15 хришћанских домаћинстава, три неожењена и једног муслимана. У дефтеру из 1585. помињу се села Горњи и Доњи Даничићи, док се села Сирча и Сирича могу убицирати као данашњи заселак Сијерче. У истом попису помиње се и село Соколица, које се може убицирати у данашњи заселак Орловице.

## Становништво
Даничићи су 1879. имали 15 домаћинстава и 92 становника (66 муслимана и 26 православаца); 1910. - 170 становника; 1948. - 196; 1971. - 273; 1991. - 162 (132 Муслимана и 30 Срба); 2013. - 14
домаћинстава и 26 становника. Породица Драганић слави Светог Матеја; Матовић - Лазареву суботу; Милетић, Ристићевић - Аранђеловдан; Ребић, Ђускић - Ђурђевдан. Прије Одбрамбено-отаџбинског рата 1992-1995. у селу су живјеле муслиманске породице: Дедовић, Дургут, Караусановић, Мусић, Спаха, Ђемо, Ђустовић, Хањалић и Чустовић. У Другом свјетском рату погинула су два борца Југословенске војске, један борац Народноослободилачке војске Југославије и 21 цивил, а у рату 1992-1995. страдало је шест мјештана.
| Демографија | Демографија | Демографија |
| Година      | Становника  | Становника  |
| ----------- | ----------- | ----------- |
| 1879.       | 92          |             |
| 1910.       | 170         |             |
| 1948.       | 196         |             |
| 1971.       | 273         |             |
| 1981.       | 240         |             |
| 1991.       | 162         |             |
| 2013.       | 26          |             |